# Kanton Saintes
Kanton Saintes (fr. Canton des Saintes) – jeden z siedemnastu kantonów Basse-Terre, który jest częścią departamentu zamorskiego Gwadelupa. W Kantonie znajdują się dwie miejscowości Terre-de-Bas i Terre-de-Haut, która jest siedzibą władz kantonu. W skład gminy wchodzi archipelag wysp Îles des Saintes.